# El Club de los Poetas Violentos
El Club de los Poetas Violentos, también conocidos por sus siglas CPV, es un grupo español de rap originario de la ciudad de Madrid.
Formado por los raperos El Meswy, Kamikaze, Mr. Rango, Paco King y Supernafamacho, y el DJ Jota Mayúscula. Además de estos, Frank T formó parte del grupo en su primer LP Madrid, zona bruta.

## Historia

### Inicios
Aunque ya se conocían anteriormente, el grupo se comenzó a gestar en 1993. En aquella época frecuentaban el barrio de Ascao, donde se reunían con otros aficionados al hip-hop. Varios temas de su discografía hacen alusión a sus reuniones en el barrio, tales como 9:30 P.M. y 4:30 A.M. que referencian las horas clave de sus reuniones, o Sánchez que es el nombre de una bodega del mercado de Ascao.
Inicialmente el grupo se concibió como un colectivo de raperos bajo el nombre de Tribunal. El Meswy definió al grupo como:

El grupo más anárquico, diverso y a la vez igualitario que escribe la historia del Hip Hop en nuestra lengua desde la génesis.

En el año 1993 apareció su primera maqueta. Esta maqueta no fue lanzada como tal por el grupo, sino que fue una recopilación de temas en los que iba trabajando el colectivo. A pesar de su nula distribución, tuvo una gran repercusión a nivel nacional, pasando de mano en mano por toda la geografía española.

### Madrid, Zona Bruta
En el año 1994, publicado por Yo Gano y distribuido por Boa, ve la luz la primera referencia musical en formato profesional del grupo, Madrid, zona bruta. En él estaban la gran mayoría de los temas que habían formado parte de la maqueta. Este LP es considerado como el primer trabajo de hip-hop no manipulado en España. El título del disco inspiró el nombre a la compañía discográfica Zona Bruta, de la que posteriormente formó parte. Fue editado en formato CD y en doble vinilo, vendiendo un total de 2000 copias.
El sonido de este LP se caracteriza por la oscuridad de las muestras usadas formando ritmos pesados, con pocas florituras. Las letras cuentan con grandes cantidades de mensajes antirracistas y de autoafirmación del ego, resultando directas y, en algunos momentos, violentas.
Tras este primer trabajo discográfico, Frank T abandona el grupo para continuar con su carrera en solitario. A su vez, pasa a formar parte del grupo oficialmente Mr. Rango, pues anteriormente había colaborado de manera esporádica.

### La saga continúa 24/7
En 1997, y después del maxi Y ahora ké, eh? publican su segundo LP, La saga continúa 24/7, siendo este el primer disco de rap español grabado en los estudios D&D de Nueva York. Fue editado en formato CD y en dos vinilos, vendiendo un total de 10 000 copias.
En comparación con sus anteriores trabajos, este segundo larga duración contó con textos más meditados y con temas más trabajados en cuanto a planteamiento, dejando al azar los menos elementos posibles. A su vez atesoraba mayor crítica social, destacando el apoyo a minorías sociales y a la emigración.
Musicalmente, el sonido logrado en este trabajo fue menos oscuro y sucio que su anterior LP, recurriendo al funk y jazz para obtener muestras.

### Grandes planes
En 1998 publicaron dos maxisencillo y un LP. El primer maxisencillo 9:30 Remix incluía una remezcla de un tema de su anterior LP, además de un nuevo tema, De cacería, un corte de 7 minutos del que hicieron el primer videoclip del Hip hop español. El segundo maxi, titulado Guannais/A muerte era un adelanto del LP que publicaron posteriormente. Al igual que su anterior LP, Grandes planes también fue grabado en los estudios D&D de Nueva York. Este larga duración logró vender un total de 15.000 copias.
Grandes planes resultó un disco con textos más personales que los anteriores, dejando a un lado la crudeza y dureza del Madrid, zona bruta, y también el mensaje social proyectado en La saga continúa 24/7. Musicalmente contó con un sonido más limpio y minimalista, acercándose al estilo musical del rap de Nueva York de la época.
Con la llegada de este trabajo el grupo decide cambiar su nombre, pasando a utilizar sus iniciales C.P.V., para facilitar la inclusión de su nombre en carteles publicitarios.[cita requerida]
En 2002, Discos Tesla/Bit Music publicó Estilo hip-hop, en formato 3 CD + DVD. Se trató de un recopilatorio con los grupos más representativos de la escena hip-hop española, el tema «A muerte» del álbum Grandes planes fue seleccionado para formar parte de este trabajo.
El programa de radio Siglo 21 editó en 1999 el recopilatorio anual SIGLO 21 2.0, en formato de doble CD. El tema «Grandes planes» fue incluido en él, junto a otros destacados temas musicales emitidos en el programa en aquel año.
La revista musical Rockdelux publicó en 2004 una lista de los mejores 100 discos españoles del siglo XX según criterios de la revista, situando a Grandes planes en el puesto número 57.

### Otros lanzamientos
En 2005 Zona Bruta publica un álbum recopilatorio de temas de CPV titulado Lo más Bruto de CPV. El cual incluía temas de todos sus discos, excepto del primero Madrid, Zona Bruta, ya que no eran propietarios de los derechos de este trabajo.
En el año 2006, la compañía BoaCor, dueña de los derechos del primer disco del grupo Madrid, zona bruta tras comprarlos de la discográfica que originalmente lo publicara, Yo Gano, publicó una edición remasterizada de este trabajo. Este gesto no fue muy bien recibido por algunos integrantes del grupo pues reconocen que no fueron avisados antes de la publicación de la remasterización. Además de mejoras en el sonido gracias a la remasterización, el disco incluyó un tema inédito titulado «Raggamanda».

### Reunión
Tras permanecer durante 10 años en inactivo y sin declarar una disolución definitiva, el 8 de agosto de 2009 los componentes de la banda se reunieron para dar un concierto en Pinto (Madrid). El 12 de septiembre actuaron en el festival Hipnotik en Barcelona, como estrellas del festival y ya en 2010, actuaron el 30 de abril en el Festival de Arte-Nativo Viñarock, en Villarrobledo, provincia de Albacete. El 17 de julio de 2010 actuaron en Monegros Desert Festival. El 10 de abril de 2011 volvieron a actuar en el Urban Festival de Torrejón de Ardoz. En él anunciaron que sacarían un nuevo disco, cosa que corroboraron en actuación en En vivo Getafe 2011, en la que sustituyeron al grupo de rap francés IAM.

### Siempre
El 28 de enero de 2012 se presentó en el programa de Radio 3, El rimadero el primer sencillo de su cuarto LP, La gloria o la ruina. Posteriormente fue presentado en el programa también de Radio 3, Siglo XXI, su segundo sencillo titulado «Demasiado». El 8 de mayo de 2012 fue publicado el LP bajo el título de Siempre. El disco contiene 15 temas.

## Discografía
| Tipo          | Título                             | Año  | Situación | Copias Vendidas | Discográfica  |
| ------------- | ---------------------------------- | ---- | --------- | --------------- | ------------- |
| Maqueta       | Maqueta 93 (Tribunal)              | 1993 | -         | -               | Independiente |
| LP            | Madrid Zona Bruta                  | 1994 | -         | 2.000           | Yo Gano       |
| Maxisencillo  | ¡Y ahora ke, eh!                   | 1996 | -         | -               | Zona Bruta    |
| LP            | La saga continua 24/7              | 1997 | -         | 10.000          | Zona Bruta    |
| Maxisencillo  | 9:30 El remix                      | 1998 | -         | -               | Zona Bruta    |
| Maxisencillo  | Guannais/A muerte                  | 1998 | -         | -               | Zona Bruta    |
| LP            | Grandes Planes                     | 1998 | -         | 15.000          | Zona Bruta    |
| Recopilatorio | Lo más Bruto de CPV                | 2005 | -         | -               | Zona Bruta    |
| LP            | Madrid, Zona Bruta (Edición Extra) | 2006 | -         | -               | Boa           |
| LP            | Siempre                            | 2012 | -         | -               | Boa           |